# Antoine Maurin (peintre)
Pour les articles homonymes, voir Maurin.
Antoine Maurin, né à Perpignan le 5 novembre 1793 et mort à Paris le 23 septembre 1860, est un lithographe français.
Il est le fils de Pierre Maurin, et le frère de Nicolas-Eustache Maurin.

## Collections
La collection de portraits de la Bibliothèque nationale du Pays de Galles ainsi que les collections de la National Portrait Gallery de Londres possèdent des œuvres d'Antoine Maurin.

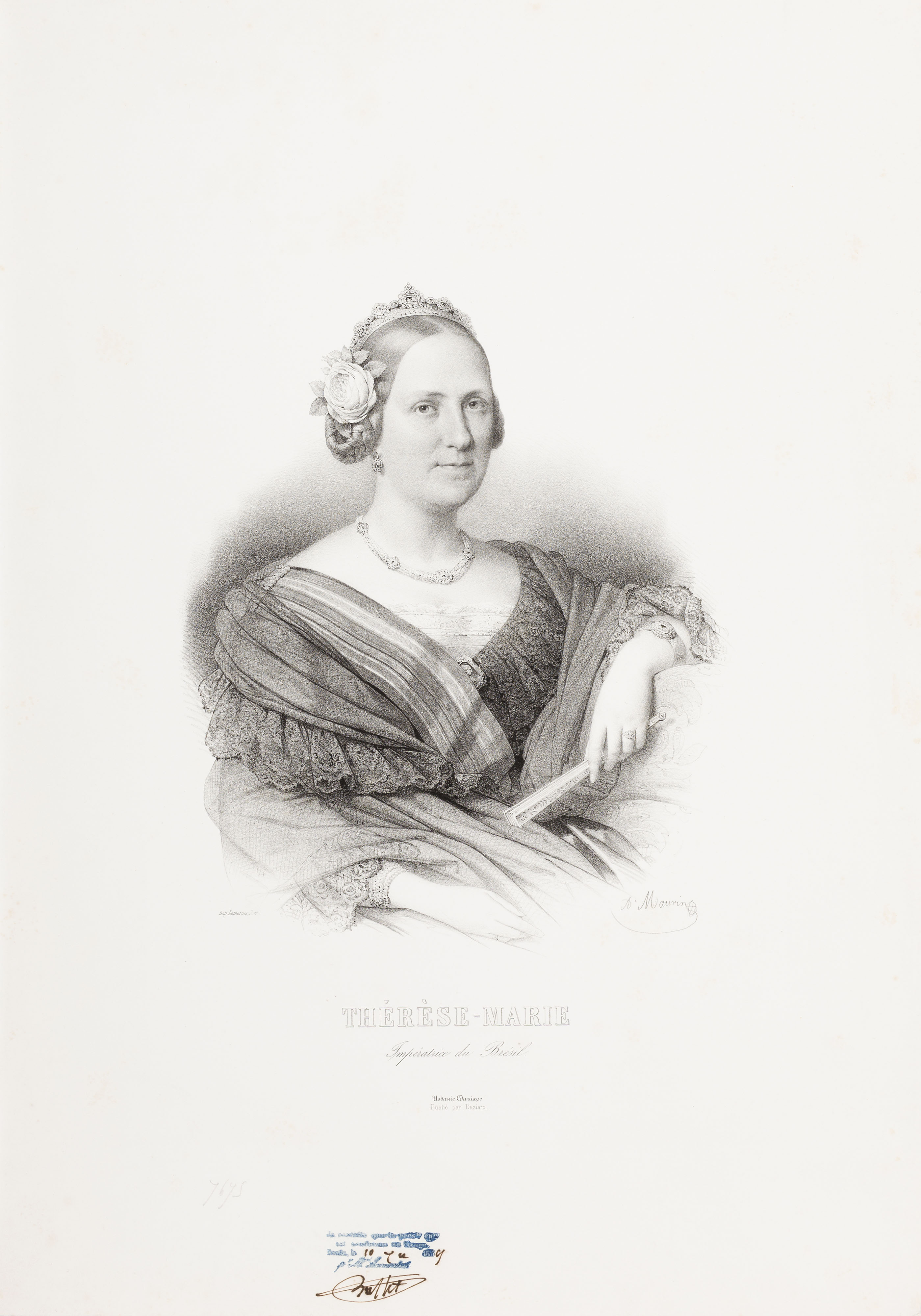
Thérèse-Marie Impératrice du Brésil, collection iconographique du Brésil, Sao Paulo.
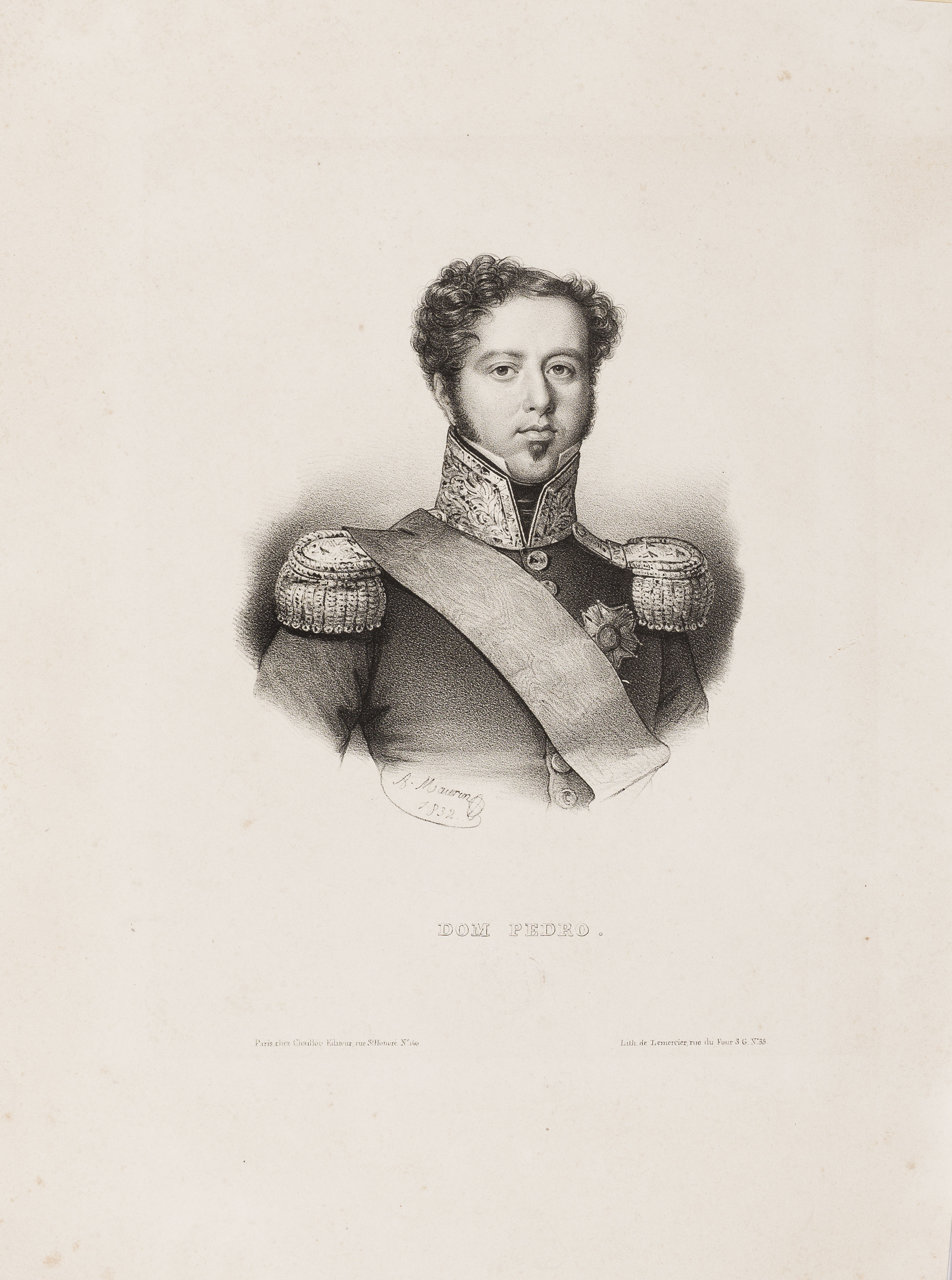
Don Pedro (1832),  collection iconographique du Brésil, Sao Paulo.
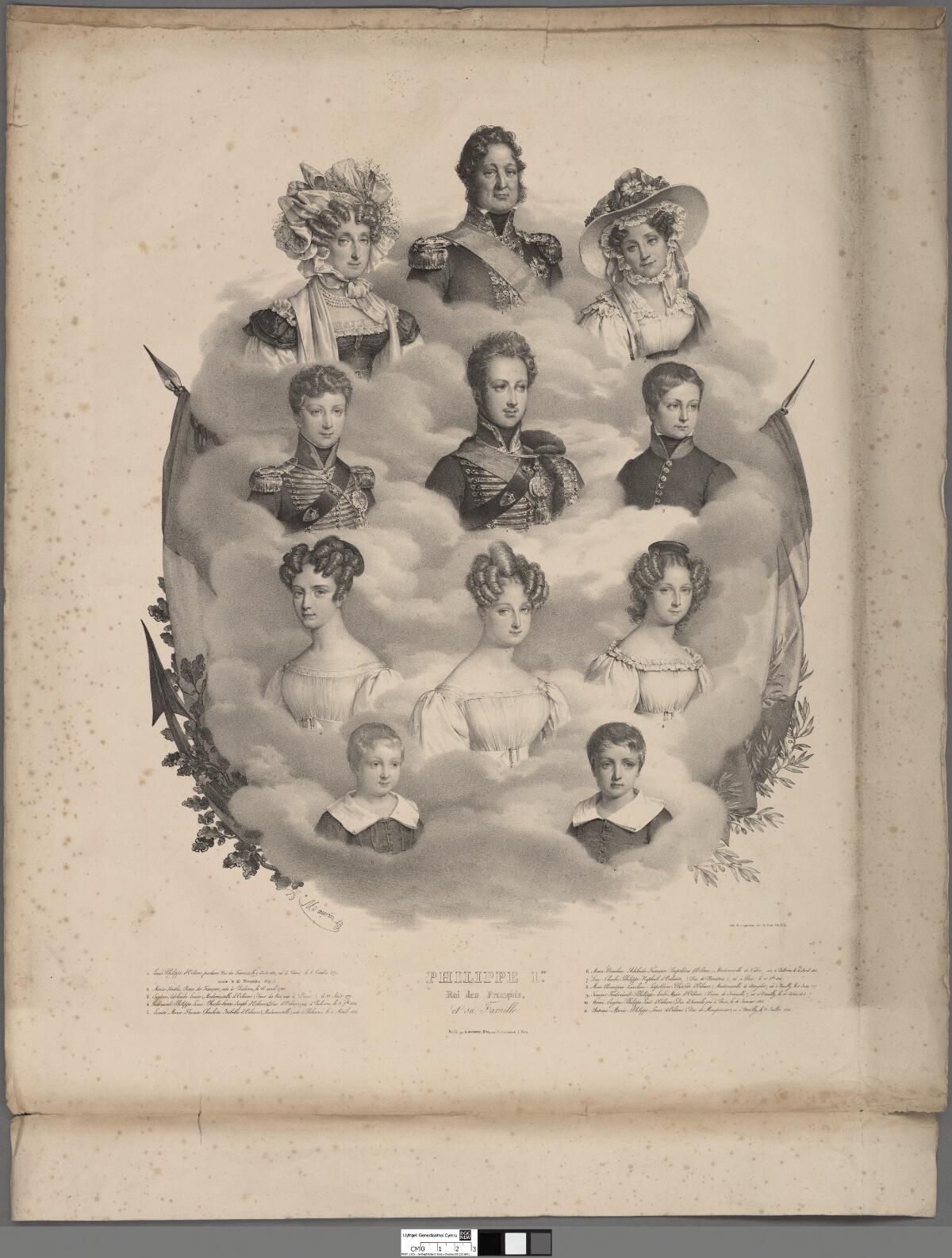
Louis-Philippe Ier, vers 1830.